# Lymeon ovivorus
Lymeon ovivorus là một loài tò vò trong họ Ichneumonidae.